# Distretto di Matale
Il distretto di Matale è un distretto dello Sri Lanka, situato nella provincia Centrale e che ha come capoluogo Matale.